# 克拉克·巴茨科
克拉克·巴茨科 (Clark Backo）是一位加拿大女演员。  其父是一位音樂人。她曾出演指定倖存者、邪恶力量、侍女的故事、猛毒最終章：最後一舞等電視劇和電影。 